# 西尾信一
西尾 信一（にしお しんいち、1916年10月14日 - 2017年11月2日）は、日本の経営者。第一生命保険社長、会長を務めた。

## 経歴
東京都出身。1935年に慶應義塾大学法学部政治学科を卒業し、同年に第一生命保険に入社。
1968年5月に取締役に就任し、常務、副社長を経て、1981年4月に社長に就任。1987年4月に会長に就任した。
1984年から1年間だけ生命保険協会会長を務めた。
1983年11月に藍綬褒章を受章し、1990年4月に勲一等瑞宝章を受章。